# Größengleichung
In einer Größengleichung stellt jedes Formelzeichen die Kurzbezeichnung einer physikalischen Größe dar, die verschiedene Werte annehmen kann, wobei jeder dieser Werte aus einem Produkt von Zahlenwert und Maßeinheit besteht.
Größengleichungen sind unabhängig von den gewählten Einheiten und gelten grundsätzlich. Daher können alle gesetzlich zulässigen Einheiten sowie beliebige Vorsätze für Maßeinheiten verwendet werden, ohne dass die Gültigkeit der Größengleichung eingeschränkt wird.
Grundsätzlich sollten nur Größengleichungen und keine Zahlenwertgleichungen verwendet werden.

## Geschichte
Das Konzept der Größengleichung geht auf Julius Wallot zurück und baut auf dem von ihm 1922 eingeführten Begriff der physikalischen Größe auf.